# Метилоранж
Мети́лора́нж (англ. methyl-orange, нім. Methylorange n) — органічний барвник. Водний розчин метилоранжу застосовують як кислотно-основний індикатор.

## Отримання
Отримують метилоранж з натрієвої солі сульфанілової кислоти. Під дією нітриту натрію та хлоридної кислоти аміногрупа перетворюється на діазогрупу N2Cl:
{\displaystyle {\ce {NaOSO2-C6H4-NH2 + NaNO2 + 2HCl ->NaOSO2-C6H4-N+#NCl- + NaCl + 2H2O}}}
На другому етапі отриману сіль діазонію змішують з диметиланіліном у слабокислому середовищі для отримання метилоранжу. Ця реакція — реакція азосполучення:
{\displaystyle {\ce {NaSO3-C6H4-N2Cl + C6H5-N(CH3)2 ->[-HCl]NaSO3-C6H4-N2-C6H4-N(CH3)2}}}

## Кольоровий індикатор
У розчині при  зменшенні кислотності, метиловий оранжевий переходить від червоного (pH менше 3) до оранжевого, і, нарешті, жовтого (pH більше 4). Зворотні процеси відбуваються при збільшенні кислотності.
Відомий також модифікований (або екранований) метилоранжем, індикатор, що складається з розчину метилового оранжевого і ксилолу ціанового, забарвлення якого змінюється від сірого до зеленого, як середовище стає більш основним.

## Корисні посилання
- Інформаційна сторінка із різними титрувальними індикаторами